# Leava
Leava – największa miejscowość i ośrodek administracyjny okręgu Sigave w Wallis i Futunie (zbiorowość zamorska Francji), położona na wyspie Futuna. Według spisu powszechnego z 2018 roku, liczyła 322 mieszkańców.